# Kasper Hvidt
Kasper Hvidt (Copenhague, Dinamarca, 6 de febrero de 1976), fue un portero de balonmano.
Ha sido 125 veces internacional con Dinamarca, habiendo obtenido el bronce en los Europeos 2002 y 2004 y el oro en el Europeo de balonmano disputado en Noruega (enero de 2008). 
Inició su carrera deportiva en España con tan sólo 18 años en el Club Balonmano Cangas y tras su gran campaña fichó por el TBV Lemgo alemán, tras un año en Alemania fichó por el Ademar León, para tras cinco temporadas allí fichar por el Portland San Antonio y posteriormente firmó por el F. C. Barcelona por tres temporadas. Tras el nacimiento de su hija decide volver a Dinamarca al club FCK Håndbold.
En 2012 fichó por el KIF København, llamado así debido a la fusión de su antiguo club (en el que llevaba desde 2010) con el Kolding IF.
En 2017 se retira del balonmano profesional.

## Equipos
- Ajax Kopenhagen (1994-1997)
- Club Balonmano Cangas (1997-1998)
- TBV Lemgo (1998-2000)
- Ademar León (2000-2004)
- Portland San Antonio (2004-2007)
- F. C. Barcelona (2007-2009)
- FCK Håndbold (2009-2010)
- AG Kopenhagen (2010-2012)
- KIF København (2012-2017)

## Palmarés

### TBV Lemgo
- Copa de Alemania (1998)

### Ademar León
- Liga ASOBAL (2001)
- Copa del Rey (2002)

### Portland San Antonio
- Liga ASOBAL (2005)
- Supercopa de España (2006)

### FC Barcelona
- Copa del Rey (2009)
- Supercopa de España (2009)

### Selección nacional

#### Campeonato de Europa
- Medalla de Oro en el Campeonato Europeo de Balonmano Masculino de 2008.
- Medalla de Bronce en el Campeonato Europeo de Balonmano Masculino de 2006.
- Medalla de Bronce en el Campeonato Europeo de Balonmano Masculino de 2004.
- Medalla de Bronce en el Campeonato Europeo de Balonmano Masculino de 2002.

#### Campeonato del Mundo
- Medalla de Bronce en el Campeonato Mundial de Balonmano Masculino de 2007.

### Consideraciones personales
- Mejor portero del europeo (2008)